# Citromillatú kakukkfű
A citromillatú kakukkfű, más néven citrom kakukkfű (Thymus citriodorus) az  ajakosvirágúak (Lamiales) rendjébe, az árvacsalánfélék (Lamiaceae) családjába tartozó gyógy- és fűszernövényfaj.
A kerti kakukkfű és a kisvirágú kakukkfű – természetben is megtörténő – kereszteződéséből jön létre.

## Származása
Kaukázus.

## Előfordulása
Leginkább Európában elterjedt.

## Megjelenése
Magassága 20-30 cm, maximum 40 cm-ig növő, inkább a talajon szétterülő, fásodó tövű, felálló, elágazó szárú kis évelő cserje. Gyorsan nő.
Kerek levelei tarkák, sárga, sárgászöld és sötétzöld, meleg időben élénkzöld színűek lesznek.
Megdörzsölve azokat, azonnal érezni a jellegzetes, nagyon kellemes citrom illatot. 
Apró, lilás, lilásrózsaszín ajakos virágai, kis csoportokban, nyáron, június, júliusban tömegesen nyílnak, melyről a rovarok jelentős mennyiségű nektárt tudnak gyűjteni. 
Mind virágokkal, mind anélkül nagyon szép, mutatós, hasznos növény.

## Igényei
Talajban nem igazán válogatós, de a sovány, jó vízelvezetésű helyeken jobban fejlődik. Jól tűri a szárazságot, öntözni csak mérsékelten szabad, a túl sok víztől elpusztulhat. A napfény nagyon fontos számára, árnyékban nem tud fejlődni. Minél több fényhez jut, leveleinek annál magasabb és jobb minőségű lesz az illóolaj tartalma. Kissé fagyérzékeny. Nem örökzöld.

## Felhasználása
Gyógynövényként, fűszernövényként, dísznövényként egyaránt használják. 
Szépsége, illata, igénytelensége miatt szívesen ültetik hobbykertekbe, sziklakertekbe, virágágyásokba, utak mellé. Mivel szétterülve nő, talajtakarónak is kiváló. 
Illatcsokrokat, illatpárnákat, illatmécseseket készítenek belőle, mivel illata nem csak kellemes, hanem nyugtató, fertőtlenítő hatású is.
Elűzi a szúnyogokat.
Húsételeket, szószokat, pácokat ízesítenek vele, remekül illik csirkehúsos illetve tengeri halból készült ételekhez, salátákhoz, grillezett húsokhoz.
Leveleit felhasználhatjuk még halászlé, pörköltek, pizza, szósz és sültek fűszerezésére, de levesekhez, mártásokhoz, főzelékekhez, gyümölcssalátákhoz, dzsemekhez és édességekhez is.
Az olasz konyhában nagyon kedvelt.
A leveleket későbbi felhasználásra még kora nyáron, virágzás előtt érdemes szedni, gyorsan szárítva őrzi meg a legtöbb aromáját.

### Kakukkfűolaj készítése fűszerezéshez
Hozzávalók:
- 50 g kakukkfűlevél
- 10 db zsályalevél
- 3 db csillagánizs
- 1/2 l napraforgóolaj

A fűszernövényeket beletesszük egy üvegbe, feltöltjük az olajjal, az üveg tetejét lekötve néhány hétig állni hagyjuk, míg az aroma anyagok kioldódnak a növényekből.

## Gyógyhatásai
Illóolaja erőteljes fertőtlenítő, baktériumölő, szélhajtó, görcsoldó hatású. A friss levelek rágcsálása csillapítja a torokgyulladást, teájával gargarizálva a köhögést.
A citromillatú kakukkfűből nyert illóolaj kevésbé ingerlő hatású, mint más kakukkfű olajok, ezért az aromaterápiában az asztma és más légúti panaszok kezelésére használják, különösen a gyerekeknél.
Ismert veszélye nincsen.

## Képgaléria
|  |  |  |  |  |